# Ministerstvo pošty (Bělehrad)
Ministerstvo pošty (srbsky v cyrilici Министарство поште, v latince Ministarstvo pošte) je veřejná budova v srbské metropoli Bělehradu, původně sloužící pro potřeby uvedeného ministerstva. Nachází se jihovýchodně od centra města, na rohu ulic Palmotićeva a Majke Jevrosime, nedaleko paláce parlamentu. Od začátku 21. století je budova kulturní památkou. V současné době zde sídlí poštovní muzeum a státní agentura pro elektronické a poštovní komunikace.  
Monumentální pětipatrový palác vznikl v závěru 20. let 20. století podle návrhu srbského architekta Momira Korunoviće. Na rozdíl od většiny tehdy budovaných vládních paláců však tento vznikl mimo hlavní třídy rozšiřující se metropole jugoslávského království. Budova ministerstva byla budována v letech 1927 až 1930. Nápadná fasáda s dekorativními prvky vychází z tradiční lidové architektury Balkánu; často se objevují sdružená okna, oblouky a další dekorativní prvky. Nad hlavním vchodem jsou umístěny dvě sochy, jejichž autorem byl Stamenko Đurević. Horní část fasády je rovněž zdobená, a to různými středověkým symboly. 
V době dokončení se jednalo o největší administrativní stavbu v Bělehradě, kterou zůstala až do 30. let, ji o tento primát připravily další ministerské paláce.
Na počátku 21. století byla provedena komplexní rekonstrukce fasády objektu.